# جون رانكين (سياسي)
جون رانكين هو سياسي كندي، ولد في 1 أكتوبر 1820 في غلاسكو الجديدة، نوفاسكوشيا في كندا، وتوفي في 3 سبتمبر 1900 في تورونتو في كندا. حزبياً، نشط في حزب كندا المحافظ. وقد انتخب عضو مجلس العموم الكندي.